# Queer as Folk (americký seriál)
Queer as Folk je americko-kanadský televizní seriál produkovaný společnostmi Showtime a Temple Street Productions.
Vychází z britského stejnojmenného seriálu, který vytvořil Russell T. Davis. Severoamerickou obdobu natočili různí kanadští režiséři, kteří jsou známí jako tvůrci nezávislých filmů, například Bruce McDonald, David Wellington, Kelly Makin, John Greyson, Jeremy Podeswa a Michael DeCarlo. Hlavními scenáristy byli Ron Cowen a Daniel Lipman.
První díl byl v USA vysílán 3. prosince 2000, poslední díl 7. srpna 2005.

## Obsah seriálu
Seriál vykresluje životy homosexuálních přátel, kteří žijí ve městě Pittsburgh v Pensylvánii, Briana, Justina, Michaela, Emmetta a Teda a lesbického páru Lindsey a Melanie. V seriálu se vyskytují i další postavy, např. HIV pozitivní Ben, Michaelův přítel, strýc Vic, trpící nemocí AIDS či Michaelova matka Debbie.
Seriál se dotýká ožehavých otázek stejnopohlavních vztahů ve společnosti: coming outu, stejnopohlavních sňatků, výchovy dětí homosexuály, umělého oplodnění, bezpečného sexu a HIV pozitivity, prostituce nezletilých, diskriminace, pornografie, homosexuality duchovních, tzv. bugchasingu ad. Od počátku znázorňuje explicitní sexuální scény.

## Charaktery postav

### Hlavní postavy
Brian Kinney (Gale Harold) je na začátku seriálu 29letý dobře placený vedoucí manažer reklamní agentury. Jeho osobní život se točí téměř výhradně kolem rychlého a náhodného sexu, pevné vztahy neuznává. V první epizodě se setkává s Justinem a začíná jejich bouřlivý vztah. Brian je také otcem uměle zplozeného Guse, kterého vychovává lesbický pár Lindsay a Melanie. Když Kinney ztratí práci v agentuře, založí vlastní reklamní agenturu Kinnetik. Krátce nato mu je diagnostikována rakovina varlete, což drží před svými přáteli v tajnosti. Po úspěšné operaci koupí gay klub Babylon, na který je posléze spáchán bombový útok. Po útoku si Brian uvědomí, jak moc miluje Justina a navrhne mu sňatek. Ten ovšem nakonec odlétá do New Yorku, kde se chce prosadit jako umělec.
Michael Charles Novotny (Hal Sparks) je nejlepší Brianův přítel a jejich vztah je platonický. Michael pracuje nejprve v supermarketu „Big Q“ jako zástupce vedoucího a svou homosexualitu na pracovišti tají. V první sezóně se seznámí s lékařem, chiropraktikem Davidem a přestěhuje se k němu. Vztah se rozpadne, když se David odstěhuje za svým malým synem do Portlandu. Michael později převezme vlastní obchod s komiksy a spolu s Justinem vydají vlastní komiks s "Rage" s gay hrdinou. V obchodě se seznámí s univerzitním profesorem Benem Brucknerem, se kterým naváže vztah a v Kanadě uzavřou spolu sňatek. Při bombovém útoku na noční klub Babylon je Michael vážně zraněn. Po svém uzdravení se rozhodnou s Benem adoptovat Jamese „Huntera“, kterého mají v opatrovnictví. Michael je také otcem uměle zplozené dcery Jenny Rebecca, kterou vychovávají Melanie a Lindsay.
Justin Taylor (Randy Harrison) je na počátku 17letý mladík, který se seznámí s Brianem v klubu Babylon a zamiluje se do něj. Ve škole i v rodině má problémy s coming outem. Jeho matka Jennifer postupně jeho homosexualitu i vztah s Brianem akceptuje a podporuje ho, ale otec reaguje odmítavě a nakonec jej vyžene z domu. Justin proto přijme nabídku Debbie, aby bydlel u ní a pracoval s ní v jídelně. Justin je velmi talentovaný a po ukončení střední školy se rozhodne jít na uměleckou školu. Jeho život je ovšem otřesen, když jej homofobní spolužák na maturitním večírku těžce poraní baseballovou pálkou. Po svém zotavení se přestěhuje k Brianovi. S Michaelem napíše vlastní komiksovou sérii. Protože Brian stále odmítá pevný vztah, odstěhuje se od něj a žije s houslistou Ethanem. Nakonec se ale zase vrátí k Brianovi a na závěr seriálu se rozhodnou vzít. Přesto ke sňatku nedojde, protože Justin odletí do New Yorku, aby si zde vybudoval vlastní uměleckou kariéru.
Emmett Honeycutt (Peter Paige) pochází z města Hazlehurst v Mississippi. Sám sebe označuje za buznu a často o sobě a svých přátelích hovoří v ženské osobě. Na začátku seriálu pracuje v módním butiku. Dočasně se z něj stane pornohvězda „Fetch Dixon“ na erotických stránkách, které provozuje jeho kamarád Ted. Tak se seznámí s postarším milionářem Georgem, který se do něj zamiluje a nabídne mu cestu kolem světa, ale v letadle dostane srdeční infarkt a zemře. Později má vztah s Tedem, ale jejich vztah se rozpadne, když Ted přijde o svůj podnik a začne brát drogy. Založí si proto společnost na pořádání oslav a večírků, s čímž mu pomáhá i Vic Grassi, a objeví se i jako „Queer Guy“ ve zpravodajství místní televizní stanice. Emmett má vztah s fotbalistou Drewem Boydem, který nakonec přizná, že je gay. Také tento vztah selže.
Theodore „Ted“ Schmidt (Scott Lowell) je intelektuál a nejstarší ze skupiny přátel, který má však nejnižší sebevědomí. K jeho zálibám patří porno, opera a atraktivní mladí muži. Ti ho však většinou ignorují a ve většině případů zůstane bez pevného vztahu. Jeden z nich, Blake, mu dokonce namíchá drogy do pití a Ted upadne do kómatu. Přesto Blakovi pomůže a chce ho zbavit závislosti. Blake však z léčebny, kam ho Ted zavede, uteče. Ted nejprve pracuje jako účetní. Když je propuštěn z práce kvůli prohlížení pornografie v pracovní době, založí na internetu pornografické stránky, které jsou velmi úspěšné. Později se sblíží s Emmettem a vytvoří společný pár. Kvůli právním problémům musí své podnikání zavřít a nakonec se z něj stane narkoman. Po úspěšné léčbě, při které mu pomáhá Blake, mu Brian nabídne práci finančního ředitele ve své reklamní agentuře. Na konci seriálu se opět setká se svou starou láskou Blakem.
Benjamin „Ben“ Bruckner (Robert Gant) je profesor literatury na Carnegie Mellon Universität Pittsburgh a je HIV pozitivní. Seznámí se s Michaelem přes komiksy a stanou se z nich partneři a později se vezmou v Kanadě. Se svým nakažením se snaží vyrovnat studiem východní filozofie a také návštěvami posilovny. Po několika pokusech se steroidy nakonec Ben přijme svou nemoc optimisticky. Na ulici se zastane mladého prostituta Huntera a nabídne mu pomoc a přístřeší. Když zjistí, že je Hunter také HIV pozitivní, bojují s Michaelem o jeho svěření do péče.
Deborah „Debbie“ Novotny (Sharon Glass) je Michaelova matka. Pracuje jako servírka v Liberty Diner, v jídelně, kde se přátelé obvykle scházejí. Debbie se stará o svého HIV pozitivního bratra Vica. Je hrdá na svého homosexuálního syna a podporuje práva gayů a leseb. Justin v první sezóně a Emmett ve čtvrté, najdou v jejím domě dočasný domov. Ve druhé sezóně se potká s policistou Carlem Horvathem, se kterým později vytvoří vztah a on se k ní nakonec nastěhuje.
Lindsay Peterson (Thea Gill) je dlouholetá kamarádka Briana, který je otcem jejího dítěte Guse. Lindsay je lesba a žije v dlouholetém vztahu s Melanie Marcusovou. Lindsay je učitelka výtvarné výchovy a když Gus trochu vyroste, najde si práci v galerii. Její rodiče pocházejí z vyšší společenské vrstvy a neschvalují její životní styl. V galerii se seznámí s umělcem Samem Auerbachem, se kterým prožije krátkou aféru. To vede až k odcizení s Melanie a Lindsay se dočasně odstěhuje z domu. Po bombovém útoku na Babylon uznají, že chtějí zůstat spolu.
Melanie Marcus (Michelle Clunie) je židovka a asertivní právnička, která žije v dlouholetém vztahu s Lindsay. Počne uměle dítě s Michaelem a narodí se jim dcera Jenny Rebecca. Protože se jí politická situace v Pensylvánii nezdá být nakloněná homosexuálním rodinám a po bombovém útoku má ještě větší strach, přemluví Lindsay, aby se i s dětmi přestěhovaly do Toronta v Kanadě.

### Vedlejší postavy
Daphne Chanders (Makyla Smith) je Justinova nejlepší kamarádka ze střední školy. Oba je spojuje blízký platonický vztah. Daphne má veselou a nekomplikovanou povahu a podporuje Justina ze všech svých sil. Jejich vztah je jen jednou narušen, když Justina požádá, aby byl její první milenec, což Justin neodmítne. Daphne si myslí, že by mohla být jeho milenkou, ovšem Justin nechce. Posléze se udobří.
Jennifer Taylor (Sherry Miller) je Justinova matka. Zpočátku se se sexuální orientací svého syna špatně vyrovnává, ale později ho podporuje. I navzdory svému manželovi, se kterým se nakonec rozejde. Jennifer si najde práci jako realitní agentka. Později potká a začne vztah s mladším mužem, což Justin zpočátku neschvaluje.
Victor „Vic“ Grassi (Jack Wetherall) je mladší bratr Debbie a Michaelův strýc. Má AIDS a bydlí v domě své sestry, která o něj pečuje. Jako bývalý kuchař pomáhá Emmettovi při jeho organizování večírků. Když se seznámí s Rodneym, začnou bydlet spolu. Vic zemře po hádce se svou sestrou, která si vyčítá, že se s ním už nestihla udobřit.
James „Hunter“ Montgomery (Harris Allan) se ve svých 16 letech živí jako homosexuální prostitut. Utekl z domova poté, co ho matka k prostituci nutila. Ben mu nabídne pomoc. Když Hunter onemocní, v nemocnici zjistí, že je HIV pozitivní. Ben a Michael ho vezmou k sobě domů a požádají o svěření do péče. Hunter začne chodit do školy, kde se zamiluje do spolužačky Callie, protože je heterosexuál. Ben a Michael ho na konci seriálu adoptují.
Blake Wyzecki (Dean Armstrong) je mladý narkoman, který se zajímá o Teda. Jeho drogová závislost ale stojí v cestě vážnému vztahu s Tedem. Když se později opět setkávají, je Blake již vyléčen se své závislosti a naopak pracuje jako terapeut v centru léčebně drogově závislých, kam se přijde léčit Ted. Na samém závěru seriálu se oba opět sejdou.
Carl Horvath (Peter MacNeill) je policejní inspektor, který vyšetřuje vraždu mladého prostituta, jehož mrtvolu našla Debbie v popelnici. Přes počáteční vzájemnou averzi mezi nimi vznikne vztah. Carl se přestěhuje k Debbie a požádá ji o roku. Ta nejprve souhlasí, ale protože její Syn Michael svatbu mít dle zákona nemůže, nakonec odmítne a budou žít nesezdaní.
Drew Boyd (Matt Battaglia) je přítel Emmetta Honeycutta. Seznámí se, když Emmett pro jeho snoubenku připravuje party a mají spolu utajený neformální vztah. Drew je profesionálním hráčem amerického fotbalu a je považován za vzor heterosexuála. V poslední sezóně novináři odhalí jeho homosexualitu a dočasně je vyloučen z klubu. Nakonec je přijat zpátky a veřejně přijme svou homosexualitu.
Dr. David Cameron (Chris Potter) je v první sezóně seriálu Michaelův přítel. Je rozvedený a pracuje jako chiropraktik. David se nakonec přestěhuje do Portlandu za svým malým synem. Michael s ním sice odjede, ale jejich vztah se rozpadne a Michale se vrátí zpátky do Pittsburghu.
George Schickle (Bruce Gray) je postarší milionář, majitel továrny na okurky. Seznámí se s Emmettem a zamiluje se do něj. Nabídne mu cestu kolem světa. V letadle spolu mají sex, při kterém George Schickle dostane srdeční kolaps a zemře. Odkáže Emmettovi 10 miliónů dolarů, které ale Emmett nakonec odmítne.
Ethan Gold (Fabrizio Filippo) je mladý houslista, který studuje na stejné umělecké škole jako Justin. Seznámí se na jeho koncertu. Ethan je velmi romantický a Justin se do něj zamiluje. Odejde od Briana a přestěhuje se k houslistovi. Ethanovi je nabídnuta smlouva s nahrávací společností, musí ovšem zatajit svou sexuální orientaci. Když Justin zjistí, že měl poměr se svým fanouškem, opustí ho.
Jim Stockwell David Gianopoulos) je šéf policie, který kandiduje na starostu Pitsburghu za konzervativní stranu. Brian se jako odborník přes reklamu podílí na jeho předvolební kampani. Stockwell pod záminkou omezení kriminality postupně uzavírá noční gay podniky. Justin s Brianem připraví protiakci, na které Stockwella politicky zesměšní. Brian za to přijde o místo v agentuře a Justin je vyloučen ze školy.
Cynthia (Stephanie Moore) je Briannova sekretářka a spolupracovnice. Po Briannově výpovědi ho následuje do jeho nové firmy Kinnetic.
V dalších rolích: Rosie O'Donnell jako Loretta Pye, Mike Shara jako Brett Keller, Meredith Henderson jako Callie Leeson, Lindsey Connell jako Tracey, Mitch Morris jako Cody Bell, Robin Thomas jako Sam Auerbach, Carlo Rota jako Gardner Vance a další.
Mnoho herců bylo kvůli účasti na natáčení označováno za homosexuály. Ve skutečnosti se k vlastní homosexualitě přihlásili pouze Randy Harrison, Peter Paige, Robert Gant a Jack Wetherall. Thea Gill se označuje za bisexuálku.

## Délka seriálu
Bylo natočeno celkem 5 řad seriálu:
- 1. řada (2000–2001) – 22 dílů (včetně pilotního)
- 2. řada (2002) – 20 dílů
- 3. řada (2003) – 14 dílů
- 4. řada (2004) – 14 dílů
- 5. řada (2005) – 13 dílů

## Místo natáčení
Ačkoli se seriál odehrává ve městě Pittsburgh v Pensylvánii, byl natočen v Kanadě v Torontu kvůli nižším nákladům. Na obě města odkazuje rovněž řada reálií, např. torontský bar Woody's na Church Street, nebo Liberty Avenue, která reálně existuje v Pittsburghu.

## Vysílání v zahraničí
Belgie, Finsko (pod názvem Neříkej to matce), Francie, Německo, Řecko (pouze první série, pod názvem Mezi námi), Maďarsko (pod názvem Kluci z klubu), Itálie, Izrael (pod názvem "Hachi Ge'im SheYesh" (הכי גאים שיש), tj. Hrdí, jak to jen jde), Nizozemsko, Norsko, Slovinsko pod názvem "Mezi námi muži" (Moške zadeve, Male Stuff), Spojené království, Španělsko, Rumunsko, Polsko (na televizní stanici nFilmHD), Chorvatsko, Mexiko, Brazílie, Argentina, Izrael, Filipíny, Turecko, Austrálie, Kolumbie
Žádná z českých televizí seriál dosud neuvedla. Některé epizody britské předlohy seriálu byly uvedeny v roce 2005 na festivalu Mezipatra.

## Ocenění
2001
- GLAAD Media Awards – nominován za vynikající dramatický seriál (vítěz)
- Third Prize
- Golden Reel Awards – nominace za zvukovou úpravu – hudba
- Artios – nominace za nejlepší obsazení

2002
- GLAAD Media Awards – nominován za vynikající dramatický seriál
- DGC Craft Award – nominace za režii
- DGC Team Award – nominován za výnikající počin v oblasti TV seriálů – dramatická tvorba

2003
- GLAAD Media Awards – nominován za vynikající dramatický seriál
- ACTRA Toronto Awards – nominován za vynikající ženský herecký výkon Thea Gill
- DGC Craft Award – vítěz za zvuk a vynikající počin v oblasti TV seriálů – dramatická tvorba

2004
- GLAAD Media Awards – nominován za vynikající dramatický seriál
- DGC Craft Award – nominace kamera a produkce
- Golden Reel Awards – nominace za zvukovou úpravu – hudba

2005
- GLAAD Media Awards – nominován za vynikající dramatický seriál
- DGC Craft Award – nominace kamera a produkce, počin v oblasti TV seriálů – drama
- Prism Award – vítěz
- BMI Cable Award – vítěz v kategorii hudba